# Lechytia garambica
Espèce
Lechytia garambica est une espèce de pseudoscorpions de la famille des Lechytiidae.

## Distribution
Cette espèce est endémique du Congo-Kinshasa. Elle se rencontre dans le parc national de la Garamba au Haut-Uele.

## Étymologie
Son nom d'espèce lui a été donné en référence au lieu de sa découverte, le parc national de la Garamba.

## Publication originale
- Beier, 1972 : Pseudoscorpionidea aus dem Parc National Garamba. Exploration du Parc National de la Garamba Mission H de Saeger, vol. 56, no 1, p. 2-19.